# ブルームーン (カクテル)

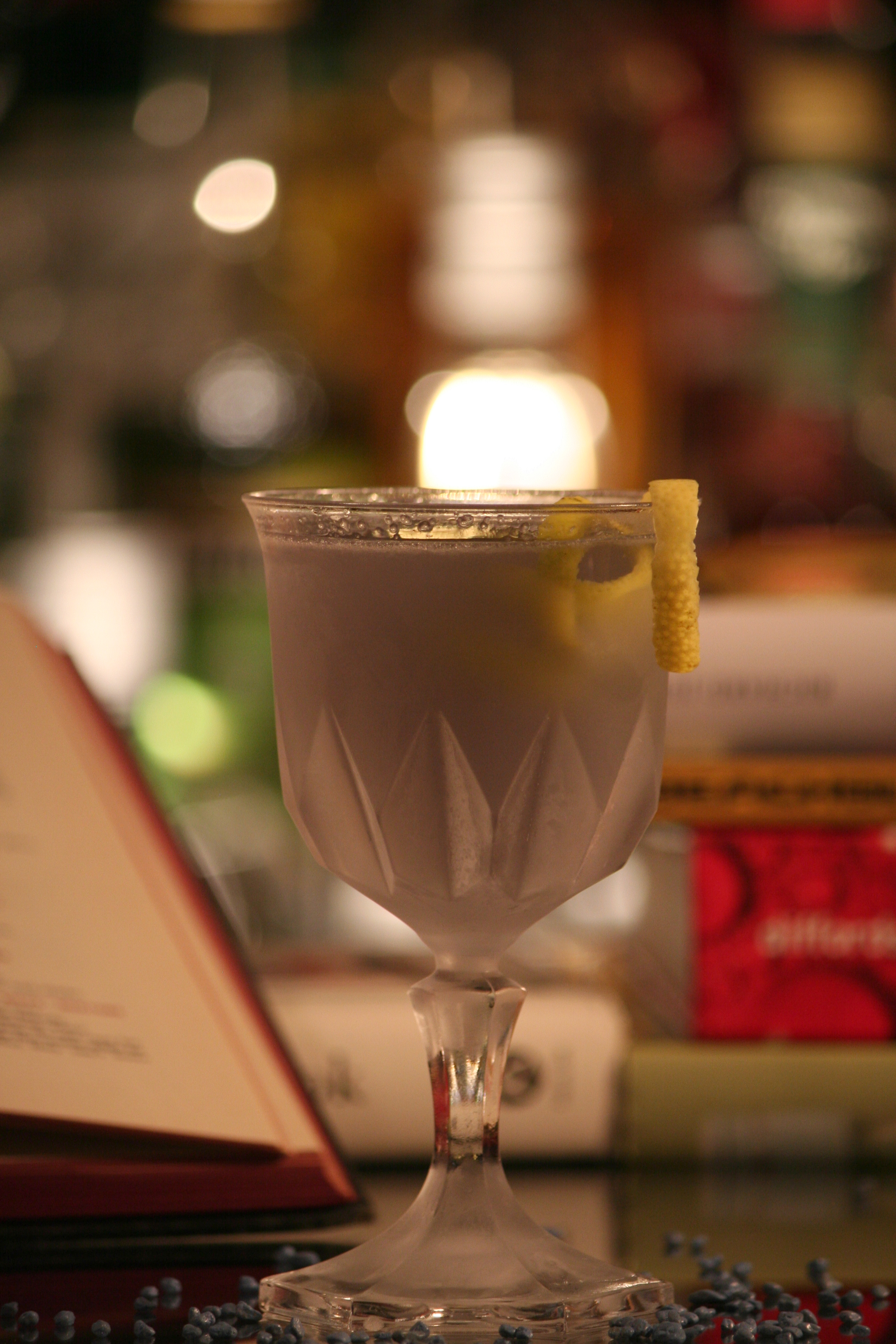
ブルームーン

ブルームーン（Bluemoon、Blue Moon）は、ジンベースのカクテル。ドライ・ジン、レモンジュース、クレーム・イヴェット（後にクレーム・ド・バイオレットで代替）からなるカクテルである。
同様に紫色を帯びるアヴィエーションとの類似性があり、マラスキーノを使用しない点が違いとして知られている。
創作者、創作年は不明であるが、1929年出版のカクテルブックには既に記載があることから、それ以前の創作であると推測される。

## レシピの例
1948年のThe Fine Art of Mixing Drinksに掲載されたレシピをクレーム・ド・バイオレットに置き換えたものである。
- ドライ・ジン 30ml
- クレーム・ド・バイオレット 15ml
- レモンジュース 15ml

1. シェイカーのボディに、大体7分目まで氷を入れる。
2. 「ドライ・ジン」「クレーム・ド・バイオレット」「レモンジュース」をシェイカーに注ぐ。
3. 強くシェイクし、グラスへ注ぐ。

クレーム・ド・バイオレットの代わりに、パルフェ・タムール等を用いるレシピも存在している。

## 別レシピ
1982年にポルトガルのアルブフェイラで開催された国際バーテンダー協会主催のインターナショナル・カクテルコンペティションでの優勝作品。ロングドリンクである。アイルランドのJonny Johston作。
材料
- ジン - 2/5
- ブルーキュラソー - 1/5
- コアントロー - 1/5
- オレンジジュース - 1/5
- シュウェップス ビターレモン - 適量

作り方
1. シュウェップス以外の材料と氷をシェイクし、タンブラーグラスに注ぐ。
2. グラスをシュウェップス ビターレモンで満たす。
3. パイナップル片を飾る。